# 君津台
君津台（きみつだい）は、千葉県君津市の地名。現行行政地名は君津台一丁目から君津台三丁目。人口は2,225人（2015年3月末現在、住民基本台帳調査による。君津市調べ）。郵便番号は299-1143。

## 地理
市内北西部、小糸川下流右岸の高台上に位置する。地内は大関谷池・新関谷池の2つのため池の周りに住宅地が置かれる。
東を除く三方を坂田に囲まれ、東では木更津市畑沢南と接する（特記ないものは君津市）。また、木更津市畑沢南との境界線上に坂田の飛地がある。
地内南東側から時計回りに一丁目〜三丁目が所在する。

### 湖沼
- 大関谷池
- 新関谷池

## 人口
|             | 世帯数 | 人口  | 地図                                   |
| ----------- | ------ | ----- | -------------------------------------- |
| 君津台1丁目 | 223    | 542   | 北緯35度20分22.5秒 東経139度53分51.6秒 |
| 君津台2丁目 | 289    | 649   | 北緯35度20分24秒 東経139度53分40.5秒   |
| 君津台3丁目 | 422    | 972   | 北緯35度20分35秒 東経139度53分43秒     |
| 計          | 934    | 2,163 |                                        |

1. ↑  “平成29年君津市人口”.   君津市 (2017年11月8日). 2017年11月20日閲覧。
2. ↑  単位：世帯
3. ↑  単位：人

## 小・中学校の学区
市立小・中学校に通う場合、学区は以下の通りとなる。
| 丁目        | 番地 | 小学校             | 中学校             |
| ----------- | ---- | ------------------ | ------------------ |
| 君津台1丁目 | 全域 | 君津市立坂田小学校 | 君津市立周西中学校 |
| 君津台2丁目 | 全域 | 君津市立坂田小学校 | 君津市立周西中学校 |
| 君津台3丁目 | 全域 | 君津市立坂田小学校 | 君津市立周西中学校 |

## 交通

### 鉄道
地内を通る鉄道路線はない。最寄駅は内房線君津駅。

### バス
- 日東交通
  - イオンモール富津線 君津駅北口行・イオンモール富津行
- 君津市コミュニティバス
  - 人見・大和田・神門線 君津市役所⇒君津駅北口⇒君津台中央⇒大和田橋⇒大和田⇒人見神社⇒大和田橋⇒君津台中央⇒君津駅北口⇒君津市役所（循環ルート）

## 施設
君津台1丁目
- みょうおうづか公園[5]

君津台2丁目
- 君津台汚水処理場
- 君津台自治会館
- かじやま公園[5]

君津台3丁目
- ちょうすけやま公園[5]
- とうかんめん公園[5]